# Gonçalo Waddington
Gonçalo Filipe Waddington Marques de Oliveira (Lisboa, 25 de Setembro de 1977) é um actor, encenador, dramaturgo, argumentista e realizador português. 

## Carreira

### Teatro
Cursou teatro/interpretação, na Escola Profissional de Teatro de Cascais (1994-1997). Frequentou workshops de Comedia Dell Arte, Interpretação, Máscara e Técnicas de Clown. Interpretou peças de Oscar Wilde, Luiz Francisco Rebello, David Mamet, Joe Orton, Samuel Beckett, entre outros.
Foi dirigido pelos encenadores Carlos Avilez, no Teatro Experimental de Cascais; Fernando Heitor, no Teatro São Luiz; Maria Emília Correia, no Teatro Villaret e no Teatro Nacional D. Maria II; João Lagarto e Almeno Gonçalves, no Teatroesfera; Bruno Bravo, no projecto Primeiros Sintomas; Miguel Seabra, no Teatro Meridional; Jorge Silva Melo, nos Artistas Unidos.

### Cinema
No cinema trabalhou com os realizadores Tiago Guedes e Frederico Serra em Coisa Ruim e em Entre Os Dedos, participando também em Alice de Marco Martins, Mal Nascida de João Canijo e Aljubarrota de Margarida Cardoso. Destacou-se ainda em curtas-metragens como Agora Tu de Jeanne Waltz e O Inferno de Carlos Conceição.
- Alice (2005)
- Coisa Ruim (2006)
- Um Ano Mais Longo (2006), curta-metragem
- Mal Nascida (2007)
- Agora Tu (2007), curta-metragem
- Aljubarrota (2008)
- Skype Me (2008), curta-metragem
- Entre os Dedos (2009)
- Como Desenhar um Círculo Perfeito (2009)
- Águas Mil (2009)
- Submerso (2011), curta-metragem
- Último Take (2011), curta-metragem
- O Inferno (2011), curta-metragem
- Assim Assim (2012)
- Linhas de Wellington (2012)
- Imaculado (2013), curta-metragem
- Coro dos Amantes (2014), curta-metragem
- Yvone Kane (2014)
- As Mil e Uma Noites: Volume 2, O Desolado (2015)
- As Mil e Uma Noites: Volume 3, O Encantado (2015)
- The Secret Agent (2015)
- Capitão Falcão (2015)
- São Jorge (2016)
- Mariphasa (2017)
- O Filme do Bruno Aleixo (2020)

### Televisão
- Polícias, RTP1 - 1996 (participação especial)
- Filhos do Vento, RTP1 - 1996
- Não Há Duas Sem Três, RTP1 - 1997 (actor convidado)
- Terra Mãe, RTP1 - 1997/1998
- Esquadra de Polícia, RTP1 - 1998/1999
- Cruzamentos, RTP1 - 1999 (actor convidado)
- A Raia dos Medos, RTP1 - 1999
- Ajuste de Contas, RTP1 - 2000
- Conde de Abranhos, RTP1 - 2000 (participação especial)
- Alves dos Reis, RTP1 - 2000
- Ganância, SIC - 2000/2001
- Anjo Caído, telefilme SIC - 2001
- Bastidores, RTP1 - 2001 (participação especial)
- Sociedade Anónima, RTP1 - 2001 (actor convidado)
- A Senhora das Águas, RTP1 - 2001  (participação especial)
- Fúria de Viver, SIC - 2001/2002
- O Bairro da Fonte, SIC - 2002 (actor convidado)
- Lusitana Paixão, RTP1 - 2002
- Contos de Natal episódio: Regresso a Casa, série RTP1- 2006
- Os Contemporâneos, RTP1 - 2008/2009
- A Noite Sangrenta, telefilme RTP1 - 2010
- Laços de Sangue, SIC - 2011
- Último a Sair, RTP1 - 2011
- Odisseia, RTP1 - 2013
- Teorias da Conspiração, RTP1 - 2019
- Auga Seca (2a temporada), RTP1-2021
- Glória - RTP1 / Netflix
- Ninguém como Tu - TVI / Prime Video - 2025

## Vida pessoal
Filho de Pedro Marques de Oliveira e de sua mulher Luísa Waddington (5.ª neta de George Henry Augustus Waddington) e irmão mais velho de Marta Helena Waddington Marques de Oliveira.
Casou com a actriz Carla Maciel, de quem tem uma filha e um filho:
- Luísa Maciel de Oliveira (2005)
- Mário Maciel de Oliveira (10 de Agosto de 2009)